# دكستر هوب
دكستر هوب (بالهولندية: Dexter Hope)‏ مواليد 30 يناير 1993، هو لاعب كرة سلة هولندي يلعب في الدوري الهولندي لكرة السلة ويحمل الرقم 8.